# Rasulidische Rosette

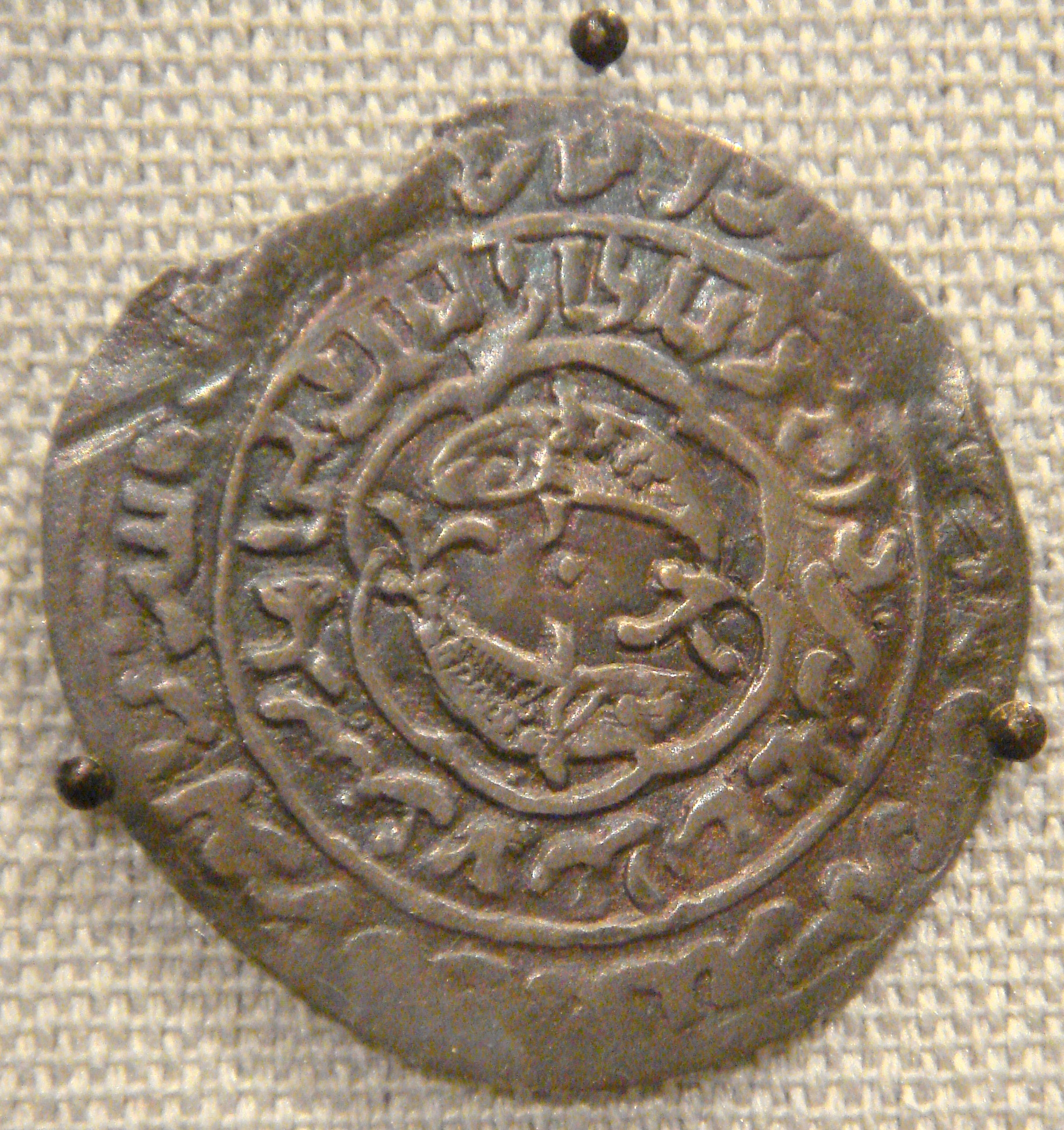
Rasulidische Münze 1335

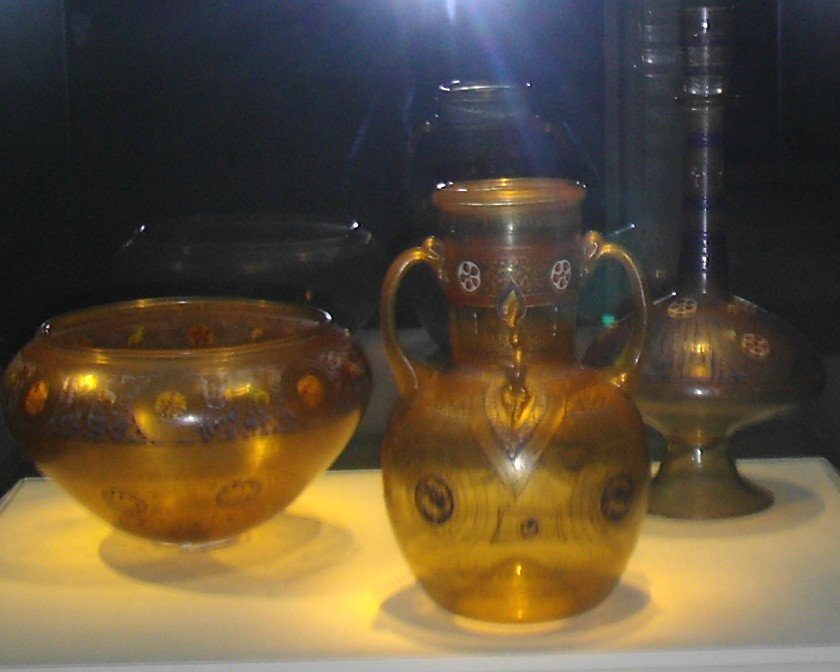
Rasulidische Glaswaren mit Rosette (weiße Gravur)

Die Rasulidische Rosette ist ein Wappen der Rasuliden, einer bedeutenden türkischstämmigen Dynastie im Jemen (1228–1455). Sie stellt eine stilisierte Rose dar mit fünf Blütenblättern, umrahmt von einem Doppelkreis.
Schon bevor die Rasuliden die Rosette zum Wappen nahmen, gab es Rosetten als Dekorationselement auf ayyubidischen und nordirakischen Metallarbeiten, sowie auf mamlukischen Münzen und Architekturelementen. Unklar blieb nur die Frage, ob die rasulidische Rosette stets fünf-blättrig sein musste, denn es existieren auch sechs-blättrige Formationen. Nachweise dafür, dass die Rosette heraldische Autorität besaß konnten erbracht werden, nicht jedoch über deren Blattanzahl:

„Es ist aufgezeichnet, daß das Emblem des jemenitischen Sultans eine rote Blume auf weißem Grund ist“

„Ich selber sah die jemenitische Flagge, die sie auf dem Hügel Arafāt im Jahre 738 H (entspricht 1337 n. Chr.) aufgepflanzt war, sie ist weiß mit vielen roten Blumen“

Allerdings weiß man auch, dass die sechsblättrige Rosette das Wappen des Mamluken-Sultans al-Nāsir Muhammad bin Qalāwūn und seiner Nachfolger war und möglicherweise die mamlukische Oberherrschaft über die Rasuliden zum Ausdruck gebracht haben könnte.
Rasulidische Rosetten (fünfblättrig) finden sich in der Rasuliden-Architektur auf den Decken der drei Moscheen von Taizz: der Mutabiyyah, der Muzaffariyyah und der Ashrafiyyah. Der Grund ist hier zumeist rot. In Zabid steht eine wohl spät-rasulidische Moschee, in der die Rosette auf weißem Grund in Medaillons auftaucht. Zahlreiche Glasflaschen und -schalen weisen die Rosette auf, wie auch manche metallene Prunkgefäße. Gegen Ende des rasulidischen Zeitalters verlor die Rosette die Wappenfunktion und wurde in der nachfolgenden Zeit der jemenitischen Tahiriden-Herrschaft zu einem rein dekorativen Zierelement.